# Toon Oprinsen
Antonius Adrianus Henricus Oprinsen (Tilburg, 25 de novembro de 1910 - 14 de janeiro de 1945) foi um futebolista neerlandês, que atuava como meia.

## Carreira
Toon Oprinsen fez parte do elenco da Seleção Neerlandesa de Futebol que disputou a Copa do Mundo de 1934.

## Ligações Externas
- Perfil em Fifa.com Arquivado em 23 de março de  2016, no Wayback Machine. (em inglês)